# Іноземка (фільм)
«Іноземка» — радянська кінокомедія режисерів Олександра Сєрого і Костянтина Жука, знята на Одеській кіностудії в 1965 році.

## Сюжет
Мадам Жубер народилася в Одесі, але разом з батьками емігрувала під час революції до Франції. Через багато років вона як турист повертається знову у своє рідне місто в супроводі онуки Мадлен. На цьому ж пароплаві робить дружній візит в Радянську країну юний аравійський принц Джафар.
Мадам Жубер — модистка, яка веде скромне існування в Парижі. За своїми стопами збирається направити й онуку. Але все ж має надію на покращення свого матеріального становища. Вона звертається до адвоката за допомогою в отриманні компенсації за націоналізований свого часу одеський будинок її батька. У пошуках юридичної справедливості мадам Жубер залишає свою онуку без нагляду на кораблі.
Не витрачаючи часу на тривалі очікування, дівчинка знайомиться з учнями 6-го класу одеської середньої школи Толею й Альошею. Мадлен музикує за роялем, чим приводить у захват хлопців. Вони пропонують їй зіграти у відомого професора. Для цієї зустрічі Мадлен відправляється на корабель переодягнутися. Принц Джафар, який нудьгує, приєднується до хлопців з метою розважитися.
Мадлен і хлопці встигають позасмагати на Золотому пляжі, влаштувати змагання з пляжної боротьби, продати за спекулятивними цінами морозиво, промокнути під дощем, взяти участь в переїзді новоселів… Всі ці пригоди відбуваються в пошуках професора, якого знаходять в піонерському таборі, під час підготовки широкомасштабного фестивалю талантів. Професор переконується в тому, що вокальні дані у дівчинки гідні подальшого розвитку, і готовий з нею займатися, якби Мадлен залишилася в Одесі. Але часу до відправлення пароплава залишається все менше, і іноземні гості поспішають повертатися.
Тим часом мадам Жубер і Абдулла, придворний принца, піднімають на ноги всю одеську міліцію в пошуках зниклих дітей. Ажіотажу додає іноземний кореспондент Брекс, який збирається на зникненні принца зробити сенсацію в західних ЗМІ. Але, однак, за лічені хвилини до відправлення дітей доставляють на корабель, який у вечірніх сутінках відправляється з Одеси.

## У ролях
- Людмила Шабанова —  Мадлен Бертьє
- Азер Курбанов —  принц Джафар
- Ігор Крюков —  Альоша
- Юрій Бондаренко —  Толя
- Валентина Соколова —  Олена
- Рина Зелена —  мадам Жубер, бабуся Мадлен
- Сергій Філіппов — Абдулла, слуга принца (озвучує Євген Весник)
- Юрій Прокопович —  Брекс, іноземний кореспондент
- Євген Весник —  професор
- Ілля Рутберг —  гід
- Роман Хомятов —  лейтенант міліції
- Євген Котов —  Михайло Іванович, боцман на пенсії
- Андрій Файт —  посол
- Любов Малиновська —  продавець морозива
- Зоя Федорова —  Євдокія Михайлівна, двоюрідна сестра професора
- Станіслав Чекан —  шофер
- Рудольф Рудін —  покупець морозива на пляжі
- Зиновій Високовський —  відпочиваючий на пляжі
- Неллі Зінов'єва —  мама хлопчика на пляжі
- Віктор Шульгін —  новосел
- Лідія Полякова —  епізод

## Знімальна група
- Постановка:  Олександр Сєрий,  Костянтин Жук
- Сценарій: Олександр Воїнов
- Оператор: Микола Луканьов
- Художник: Михайло Заєць
- Режисер: В. Винников, П. Гранкін
- Композитор:  Мурад Кажлаєв
- Звукооператор: Володимир Фролков
- Костюми: Зетта Лагутіна
- Грим: Павло Орленко
- Редактор: Ігор Нєвєров
- Монтажер: Надія Яворська
- Текст пісні піонерів:  Новелла Матвєєва
- Інструментально-вокальний ансамбль «Гая»
- Диригент:  Мурад Кажлаєв
- Директор картини: Микола Семенов